# 傑爾賓特區

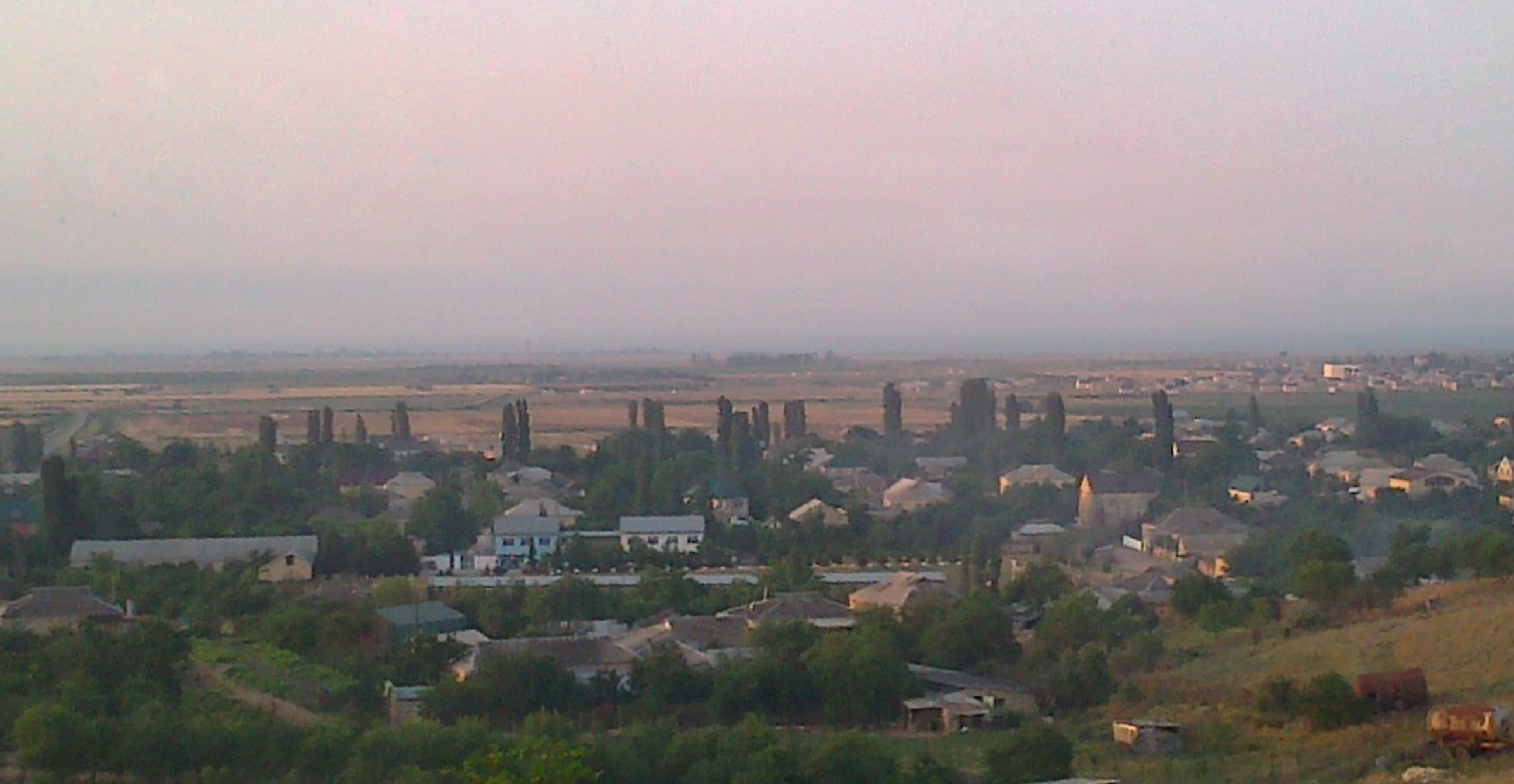

42°04′N 48°18′E / 42.067°N 48.300°E
傑爾賓特區（俄语：Дербентский район）是俄羅斯的一個區，位於該國西南部，由達吉斯坦共和國負責管轄，面積823平方公里，2010年人口99,054，主要为阿塞拜疆人，人口密度每平方公里120.4人。